# Bobovîșce, Muncaci
Bobovîșce (în ucraineană Бобовище) este localitatea de reședință a comunei Bobovîșce din raionul Muncaci, regiunea Transcarpatia, Ucraina.

## Demografie
Componența lingvistică a localității Bobovîșce
     Ucraineană (99,63%)
     Alte limbi (0,31%)
Conform recensământului din 2001, majoritatea populației localității Bobovîșce era vorbitoare de ucraineană (99,63%), existând în minoritate și vorbitori de alte limbi.